# Сосня
Сосня (пол. Sośnia) — польская деревня, расположенная в гмине Радзилув Граевского повета Подляского воеводства. Известна как место сражения за крепость Осовец в ходе Первой мировой войны: деревню от немецких войск обороняла 11-я рота Земляческого полка армии Российской империи, и именно там произошла известная газовая атака. В 1975—1998 годах состояла в Ломжинском воеводстве, после административно-территориальной реформы отошла к Подляскому воеводству.
Ближайшие расстояния до городов: 15 километров к северо-востоку до Радзилува, 21 километр к юго-востоку до Граево, 56 км к северо-западу до Белостока.